# Кампет ет Ламолер
Кампет ет Ламолер (фр. Campet-et-Lamolère) насеље је и општина у југозападној Француској у региону Аквитанија, у департману Ланд која припада префектури Мон де Марсан.
По подацима из 2011. године у општини је живело 343 становника, а густина насељености је износила 18,08 становника/km². Општина се простире на површини од 18,97 km². Налази се на средњој надморској висини од 40 метара (максималној 56 m, а минималној 18 m).

## Демографија
| 1962. | 1968. | 1975. | 1982. | 1990. | 1999. | 2011. |
| ----- | ----- | ----- | ----- | ----- | ----- | ----- |
| 309   | 317   | 274   | 291   | 280   | 266   | 343   |

График промене броја становника у току последњих година